# Dolly Bantry
Dolly Bantry est un personnage de fiction créé par la romancière britannique Agatha Christie. Habitante de St. Mary Mead, et épouse du colonel Arthur Bantry, elle fait sa première apparition dans Le Géranium bleu (The Blue Geranium), une nouvelle mettant en scène Miss Marple, et initialement publiée au Royaume-Uni en décembre 1929 dans la revue The Story-Teller (en), avant d'être intégrée au recueil The Thirteen Problems en 1932. En France, la nouvelle est publiée pour la première fois en 1966, dans le recueil Le Club du Mardi continue.

## Biographie fictive
Dolly Bantry est l'épouse du colonel Arthur Bantry, un ancien militaire en retraite. Ils résident tous deux à St. Mary Mead, dans leur majestueux manoir victorien de Gossington Hall. Le couple est parent de quatre enfants, deux fils et deux filles, qui ont quitté le foyer familial avant l'installation des Bantrys dans ce petit village fictif de la campagne anglaise.

## Apparitions
Mrs Dolly Bantry apparaît dans sept nouvelles et deux romans d'Agatha Christie :

### Nouvelles
- Dans Miss Marple au Club du Mardi, un recueil publié pour la première fois en France en 1966.

1. Le Géranium bleu (The Blue Geranium)
2. La Demoiselle de compagnie (The Companion)
3. Les Quatre Suspects (The Four Suspects)
4. Une tragédie de Noël (A Christmas Tragedy)
5. L'Herbe de mort (The Herb of Death)
6. L'Affaire du bungalow (The Affair at the Bungalow)
7. Une noyée au village (Death by Drowning)

### Romans
- Un cadavre dans la bibliothèque (The Body in the Library), 1942 ;
- Le miroir se brisa (The Mirror Crack'd from Side to Side), 1962.

## Adaptations

### Adaptation cinématographique
Au cinéma, Dolly Bantry a été incarnée par une actrice :
Margaret Courtenay
Margaret Courtenay incarne Dolly Bantry en 1980 dans Le miroir se brisa (The Mirror Crack'd), un film britannique réalisé par Guy Hamilton, dirigeant une pléiade de vedettes du cinéma hollywoodien, telles qu'Angela Lansbury (dans le rôle de Miss Marple), Elizabeth Taylor, Kim Novak, Geraldine Chaplin, Tony Curtis, Rock Hudson, ou encore Pierce Brosnan (qui faisait alors ses débuts cinématographiques).
-  1980 : Le miroir se brisa (The Mirror Crack'd), un film britannique réalisé par Guy Hamilton.

NB: 12 ans plus tard, en 1992, Margaret Courtenay joue à nouveau dans une adaptation du Miroir se brisa, mais cette fois pour la télévision britannique, et dans le rôle de Miss Knight.

### Adaptations télévisuelles
À la télévision, Dolly Bantry a été incarnée par deux actrices :
Gwen Watford
Gwen Watford incarne Dolly Bantry à deux reprises dans la série télévisée britannique « Miss Marple » (Agatha Christie's Miss Marple), débutée en 1984 sur la BBC, aux côtés de Joan Hickson dans le rôle de Miss Marple.

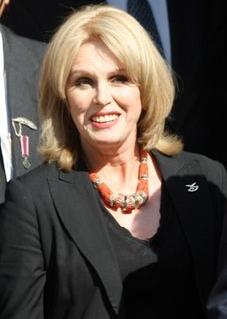
Joanna Lumley en 2009.

-  1984 : Un cadavre dans la bibliothèque (The Body in the Library), 1er épisode de la série, diffusé pour la première fois au Royaume-Uni le 26 décembre 1984, et adapté du roman éponyme d'Agatha Christie, publié pour la première fois en France en 1946.
-  1992 : Le miroir se brisa (The Mirror Crack'd from Side to Side), 12e et dernier épisode de la série, diffusé pour la première fois au Royaume-Uni le 27 décembre 1992, et adapté du roman éponyme d'Agatha Christie, publié pour la première fois en France en 1963.

Joanna Lumley
Joanna Lumley incarne Dolly Bantry à deux reprises dans la série télévisée britannique « Miss Marple » (Agatha Christie's Marple), débutée en 2004 sur la chaîne ITV.
-  2004 : Un cadavre dans la bibliothèque (The Body in the Library), 1er épisode de la saison 1 de « Miss Marple », réalisé par Andy Wilson, avec Geraldine McEwan dans le rôle de Miss Marple, et diffusé pour la première fois au Royaume-Uni le 12 décembre 2004.
-  2010 : Le miroir se brisa (The Mirror Crack'd from Side to Side), 4e épisode de la saison 5 de « Miss Marple » (20e épisode de la série), réalisé par Tom Shankland, avec Julia McKenzie dans le rôle de Miss Marple, et diffusé pour la première fois au Royaume-Uni le 2 janvier 2011.